# Alur
Alur es una ciudad censal situada en el distrito de Thrissur en el estado de Kerala (India). Su población es de 9807 habitantes (2011). Se encuentra a 16 km de Thrissur y a 84 km de Cochín.

## Demografía
Según el censo de 2011 la población de Alur era de 9807 habitantes, de los cuales 4610 eran hombres y 5197 eran mujeres. Alur tiene una tasa media de alfabetización del 96,04%, superior a la media estatal del 94%: la alfabetización masculina es del 97,50%, y la alfabetización femenina del 94,78%.